# Övre Trästickeln
Övre Trästickeln är en sjö i Munkedals kommun och Uddevalla kommun i Dalsland och ingår i Örekilsälvens huvudavrinningsområde. Sjön är 20,5 meter djup, har en yta på 0,638 kvadratkilometer och befinner sig 104,3 meter över havet.

## Delavrinningsområde
Övre Trästickeln ingår i det delavrinningsområde (649049-126592) som SMHI kallar för Mynnar i Viksjön. Medelhöjden är 120 meter över havet och ytan är 17,53 kvadratkilometer. Det finns inga avrinningsområden uppströms utan avrinningsområdet är högsta punkten. Vågsätersbäcken som avvattnar avrinningsområdet har biflödesordning 3, vilket innebär att vattnet flödar genom totalt 3 vattendrag innan det når havet efter 14 kilometer. Avrinningsområdet består mestadels av skog (70 procent). Avrinningsområdet har 2,1 kvadratkilometer vattenytor vilket ger det en sjöprocent på 12 procent.